# Mayans M.C.
Mayans M.C. es una serie de televisión estadounidense de drama creada por Kurt Sutter y Elgin James que se estrenó el 4 de septiembre de 2018 en FX. La serie tiene lugar en el mismo universo ficticio de Sons of Anarchy y trata con los rivales convertidos en aliados del Reaper, el Mayans Motorcycle Club.
En julio de 2022, la serie fue renovada para una quinta y última temporada, que se estrenó el 24 de mayo de 2023.

## Sinopsis
Mayans MC tiene lugar dos años y medio después de los eventos de Sons of Anarchy y se centrará en las luchas de Ezekiel "EZ" Reyes, un miembro del Mayan MC en la frontera de California/México. EZ es el hijo dotado de una orgullosa familia latina, cuyo sueño americano fue sofocado por la violencia del cártel. Ahora, su necesidad de venganza lo conduce hacia una vida que nunca tuvo la intención y de la que nunca podrá escapar.

## Elenco y personajes

### Principales
- J.D. Pardo como Ezekiel «EZ» Reyes
- Clayton Cardenas como Angel Reyes
- Sarah Bolger como Emily
- Michael Irby como el Obispo «Bishop» Losa
- Carla Baratta como Adelita
- Richard Cabral como Johnny «El Coco» Cruz (temporadas 1–4)
- Raoul Trujillo como Che «Taza» Romero
- Antonio Jaramillo como Michael «Riz» Ariza (temporadas 1–2)
- Danny Pino como Miguel Galindo
- Edward James Olmos como Felipe Reyes
- Emilio Rivera como Marcus Álvarez (temporadas 2–presente; recurrente temporada 1)
- Sulem Calderon as Gabriela «Gaby» Castillo (temporada 3; invitada temporadas 2, 4)
- Frankie Loyal Delgado como Hank «El Tranq» Loza (temporada 4; recurrente temporadas 1–3)
- Joseph Raymond Lucero como Neron «Creeper» Vargas (temporada 4; recurrente temporadas 1–3)
- Vincent «Rocco» Vargas como Gilberto «Gilly» Lopez (temporada 4; recurrente temporadas 1–3)

### Recurrentes
- Tony Plana como Devante
- Ada Maris como Dita Galindo
- Gino Vento como Nester
- Joe Ordaz como Paco
- Maurice Compte como Kevin Jiménez
- Jacqueline Obradors como Marisol Reyes
- Efrat Dor como Katrina
- Alexandra Barreto como Antonia Pena

### Invitados
- Robert Patrick como Les Packer
- Peter Tuiasosopo como Afa Lefiti
- Katey Sagal como Gemma Teller-Morrow

## Episodios
| Temporada | Temporada | Episodios | Episodios | Emisión original        | Emisión original       |
| Temporada | Temporada | Episodios | Episodios | Primera emisión         | Última emisión         |
| --------- | --------- | --------- | --------- | ----------------------- | ---------------------- |
|           | 1         | 10        | 10        | 4 de septiembre de 2018 | 6 de noviembre de 2018 |
|           | 2         | 10        | 10        | 3 de septiembre de 2019 | 5 de noviembre de 2019 |
|           | 3         | 10        | 10        | 16 de marzo de 2021     | 11 de mayo de 2021     |
|           | 4         | 10        | 10        | 19 de abril de 2022     | 14 de junio de 2022    |
|           | 5         | 10        | 10        | 24 de mayo de 2023      | 19 de julio de 2023    |

## Producción

### Desarrollo
El 11 de mayo de 2016, se anunció que FX había comenzado el desarrollo formal de guiones en un spin-off de la serie Sons of Anarchy. La rama largamente rumoreada, titulada Mayans MC, fue creada por Kurt Sutter y Elgin James, con James escribiendo el guion piloto y ambos ejerciendo como productores ejecutivos.
El 1 de diciembre de 2016, FX dio oficialmente la orden la producción de un piloto. También se anunció que Sutter dirigiría el episodio piloto de la serie.
El 5 de julio de 2017, se anunció que el piloto se sometería a nuevas grabaciones y que Norberto Barba reemplazaría a Sutter como director del episodio, ya que Sutter planeó centrarse exclusivamente en la redacción del episodio. Además, se informó que varios roles serían reelegidos y que Barba también se desempeñaría como productor ejecutivo.
El 5 de enero de 2018, FX anunció en la gira anual de prensa de la Television Critics Association que la producción había recibido la orden para una primera temporada que constaba de diez episodios. El 28 de junio de 2018, se informó que la serie se estrenará el 4 de septiembre de 2018. El 1 de octubre de 2018, se anunció que FX había renovado la serie para una segunda temporada. El 4 de noviembre de 2019, FX renovó la serie para una tercera temporada. El 4 de mayo de 2021, FX anunció la renovación de la serie para su cuarta temporada. El 24 de julio de 2022, FX renovó la serie para una quinta temporada. El 12 de enero de 2023, FX anunció que la quinta temporada sería la última. La quinta temporada se estrenó el 24 de mayo de 2023.

### Casting
En noviembre de 2016, se informó que Emilio Rivera estaría repitiendo su papel de Marcus Álvarez de Sons of Anarchy en la serie. En febrero de 2017, se anunció que Edward James Olmos, John Ortiz, J.D. Pardo, y Antonio Jaramillo habían sido elegidos para papeles principales en el piloto. En marzo de 2017, se informó que Richard Cabral, Sarah Bolger, Jacqueline Obradors, y Andrea Londo también habían sido elegidos. El 25 de abril de 2017, se anunció que Carla Baratta reemplazaría a Andrea Londo en el papel de Adelita. Además, se informó que Maurice Compte también se había unido al elenco principal. El 1 de mayo de 2017, se informó que Efrat Dor se uniría a la serie al elenco como principal. En octubre de 2017, se anunció que Michael Irby, Danny Pino, Vincent «Rocco» Vargas y Raoul Trujillo se unían a la serie como miembros del elenco principal.

### Rodaje
Se esperaba que la fotografía principal para el episodio piloto comenzara en marzo de 2017. En julio de 2017, se informó que el piloto sufriría nuevas tomas de imágenes que tendrían lugar a fines del verano de 2017. Se informó que esas tomas comenzaron durante la semana de 23 de octubre de 2017 en Los Ángeles.

### Marketing
El 8 de mayo de 2018, FX lanzó un teaser tráiler de la serie. El 19 de julio de 2018, el tráiler oficial fue lanzado.

## Lanzamiento
El 8 de junio de 2018, la serie tuvo un adelanto de estreno mundial oficial en el anual ATX Television Festival en Austin, Texas. Los cocreadores Kurt Sutter y Elgin James, el director/productor ejecutivo Norberto Barba, y los miembros del elenco participaron en el Rally de Motocicletas de la República de Texas en el centro de Austin. A continuación, se proyectó un clip exclusivo de la serie y un panel de preguntas y respuestas en el Paramount Theatre con invitados, incluidos los productores Sutter, James y Barba, así como miembros del reparto como J.D. Pardo, Clayton Cardenas, Sarah Bolger, Carla Baratta, Richard Cabral, Antonio Jaramillo, Emilio Rivera, Danny Pino, Michael Irby, Vincent «Rocco» Vargas, Raoul Trujillo, y Frankie Loyal.
El 22 de julio de 2018, la serie tuvo un panel en San Diego Comic-Con en el Hall H del San Diego Convention Center en San Diego, California. El panel fue moderado por Lynnette Rice de Entertainment Weekly y los creadores incluido Sutter y James, así como miembro del reparto, JD Pardo. El panel también incluyó una proyección de los primeros trece minutos del episodio piloto.
El 28 de agosto de 2018, la serie tuvo su estreno oficial en el Grauman's Chinese Theatre en Los Ángeles, California.

### Emisiones internacionales
En España, se estrenó el 5 de septiembre de 2018 en HBO. En Latinoamérica, se estrenó la temporada completa entre el 9 y el 10 de noviembre de 2018, además de re-emitirse semanalmente en Fox Premium Series.